# Михайлов, Валерий Александрович
Вале́рий Алекса́ндрович Миха́йлов (род. 20 октября 1955) — советский и российский дипломат. Чрезвычайный и полномочный посол (2019).

## Биография
Окончил МГИМО МИД СССР (1981). На дипломатической работе с 1981 года. Владеет немецким и английским языками.
- В 1989—1993 годах — вице-консул СССР, затем (с 1991) России в Ростоке (Германия).
- В 1997—2001 годах — советник Посольства России в Швейцарии.
- В 2004—2005 годах — начальник отдела Первого департамента стран СНГ МИД России.
- В 2005—2014 годах — заместитель директора Первого департамента стран СНГ МИД России.
- С 7 апреля 2014 по 17 июля 2019 года — чрезвычайный и полномочный посол Российской Федерации в Республике Конго[1][2]. Верительные грамоты вручил 4 июня 2014 года.
- С 17 июля 2019 года — чрезвычайный и полномочный посол Российской Федерации в Бурунди[3].

## Дипломатический ранг
- Чрезвычайный и полномочный посланник 2 класса (18 июля 2007)[4].
- Чрезвычайный и полномочный посланник 1 класса (22 декабря 2015)[5].
- Чрезвычайный и полномочный посол (1 октября 2019)[6].

## Награды
- Медаль ордена «За заслуги перед Отечеством» II степени (25 января 2008) — За большой вклад в реализацию внешнеполитического курса Российской Федерации, многолетнюю безупречную дипломатическую службу[7].
- Благодарность президента Российской Федерации (13 декабря 2011) — За большой вклад в реализацию внешнеполитического курса Российской Федерации и многолетнюю добросовестную работу[8].

## Семья
Жена — Лариса Евгеньевна Михайлова, врач-педиатр. Сыновья — Евгений и Александр.